# Loi Malraux
 (décembre 2015).
Si vous disposez d'ouvrages ou d'articles de référence ou si vous connaissez des sites web de qualité traitant du thème abordé ici, merci de compléter l'article en donnant les références utiles à sa vérifiabilité et en les liant à la section « Notes et références ».
La loi n° 62-903 du 4 août 1962 complétant la législation sur la protection du patrimoine historique et esthétique de la France et tendant à faciliter la restauration immobilière, dite « loi Malraux » (du nom d'André Malraux, ministre de la Culture), est une loi française concernant la préservation et la mise en valeur du patrimoine.

## Création des secteurs sauvegardés
Alors que les centres urbains commencent à être profondément modifiés par l'urbanisme des années 1960, la loi, permet la création de secteurs sauvegardés « lorsque ceux-ci présentent un caractère historique, esthétique ou de nature à justifier la conservation, la restauration et la mise en valeur de tout ou partie d'un ensemble d'immeubles ». Associant l’État et les villes, la protection s'appuie sur l'élaboration d'un plan de sauvegarde et de mise en valeur qui édicte les règles d'urbanisme et d'aménagement du secteur concerné.
La première commune à bénéficier d'un secteur sauvegardé est Sarlat.

## Défiscalisation de la restauration immobilière
La loi Malraux permet aux propriétaires d'immeubles anciens, ayant fait l'objet d'une restauration complète et donnés en location, de déduire de leur revenu global le déficit foncier résultant des travaux de restauration. Avec cette défiscalisation, toutes les dépenses nécessaires à la restauration sont déductibles du revenu global sans plafonnement de leur montant. Le bien doit être loué pendant 9 ans et situé dans une zone entrant dans le cadre de la loi Malraux.
Depuis le 1er janvier 2009, l'avantage fiscal ne peut plus être obtenu par les gros dévoreurs de budgets qu'étaient les travaux de démolition, de reconstruction ou d'extension. Il ne concernera plus que les primes d'assurances, les travaux d'entretien, les taxes locales. Les sommes en jeu seront beaucoup plus modestes.
Pour 2013, les montants de la défiscalisation Malraux sont de 30 % du montant des travaux réalisés en secteur sauvegardé (limité à 100 000 € par an) et 22 % du montant des travaux réalisés en zone de protection du patrimoine architectural, urbain et paysager (ZPPAUP) également dans la limite de 100 000 € par an pendant au maximum 3 ans.
Les travaux réalisés doivent respecter deux conditions. D'une part, la conservation du volume bâti existant de l'immeuble doit être conforme au plan de sauvegarde et de mise en valeur. D'autre part, les travaux doivent être effectués dans le volume bâti existant de cet immeuble (travaux qui augmentent la surface habitable mais n'augmentent pas le volume bâti et n'en modifient pas les contours).
La réduction d'impôt issue de la loi Malraux est applicable l'année de réalisation des travaux et ne s'intègre pas dans le plafond global des niches fiscales de 10 000 €.
La loi Malraux est conditionnée par un engagement de location de neuf ans.

## Textes de loi
- Référence au code général des impôts : article 31 1°-b ter et article 156-I-3
- Loi du 4 août 1962 (loi n° 62-903) : loi instituant la loi Malraux
- Loi de finances rectificative pour 1994 : création des ZPPAUP
- Instruction administrative du 17 mai 1995 (BOI 5D-5-95) : précisions concernant le nouveau dispositif en place depuis le 1er janvier 1995